# La Mort d'un ami
Pour plus de détails, voir Fiche technique et Distribution.
La Mort d'un ami (Morte di un amico) est un film italien réalisé par Franco Rossi et sorti en 1960.

## Synopsis
Deux jeunes hommes gagnent leur vie en volant et en exploitant des prostituées.

## Fiche technique
Sauf indication contraire, les informations mentionnées dans cette section peuvent être confirmées par la base de données cinématographiques IMDb,  présente dans la section « Liens externes ».
- Titre en français : La Mort d'un ami[1]
- Titre original italien : Morte di un amico[2]
- Réalisation : Franco Rossi
- Scenario :	Franco Rossi, Giuseppe Berto, Pier Paolo Pasolini, Oreste Biancoli, Ugo Guerra (it), Franco Riganti
- Photographie :	Antonio Secchi (it)
- Montage : Otello Colangeli
- Musique : Mario Nascimbene
- Décors : Giorgio Venzi
- Production : Sandro Ghenzi
- Société de production : Universalcine
- Pays de production :  Italie
- Langue originale : Italien
- Format : Noir et blanc - Son mono - 35 mm
- Durée : 94 min (1 h 34[2])
- Genre : Drame social[1]
- Dates de sortie :
  - Allemagne de l'Ouest : 27 mai 1960
  - Suisse : août 1960 (festival de Locarno)
  - France : 31 juillet 1964[1]
  - Italie : 6 septembre 2009 (Mostra de Venise 2009)

## Distribution
- Gianni Garko : Aldo
- Spiros Focás : Bruno
- Didi Perego : Lea
- Angela Luce : Franca
- Fanfulla : De Amicis
- Andrea Scotti : Le Français
- Anna Mazzucchelli : Adriana
- Olimpia Cavalli : Wanda
- Ilde Mozzucco